# Washington megye (Louisiana)
Washington megye az Amerikai Egyesült Államokban, azon belül Louisiana államban található. Megyeszékhelye Franklinton, legnagyobb városa Bogalusa. Lakosainak száma 45 463 fő (2020. április 1.). Washington megye Pike, Walthall, Marion, Pearl River, St. Tammany és Tangipahoa megyékkel határos.

## Népesség
A megye népességének változása:
| Lakosok száma | 47 122 | 47 183 | 46 690 | 46 419 | 46 371 | 45 463 |
|               | 2010   | 2011   | 2012   | 2013   | 2015   | 2020   |